# Hit Me Hard and Soft: The Tour
 (février 2025).
Hit Me Hard and Soft: The Tour est la septième tournée de concerts de la chanteuse américaine Billie Eilish, en soutien à son troisième album studio Hit Me Hard and Soft (2024). La tournée est annoncée le 29 avril 2024. Elle débute le 29 septembre 2024 au Centre Vidéotron de Québec et se conclura le 27 juillet 2025 au 3Arena de Dublin.

## Tour dates
| Date (2024)  | Ville        | Pays       | Lieu                    | Spectateurs | Revenus |
| ------------ | ------------ | ---------- | ----------------------- | ----------- | ------- |
| 29 septembre | Québec       | Canada     | Centre Vidéotron        | 19 000      | —       |
| 1 octobre    | Toronto      | Canada     | Scotiabank Arena        | —           | —       |
| 2 octobre    | Toronto      | Canada     | Scotiabank Arena        | —           | —       |
| 4 octobre    | Baltimore    | États-Unis | CFG Bank Arena          | —           | —       |
| 5 octobre    | Philadelphie | États-Unis | Wells Fargo Center      | —           | —       |
| 7 octobre    | Detroit      | États-Unis | Little Caesars Arena    | —           | —       |
| 9 octobre    | Newark       | États-Unis | Prudential Center       | —           | —       |
| 11 octobre   | Boston       | États-Unis | TD Garden               | —           | —       |
| 13 octobre   | Pittsburgh   | États-Unis | PPG Paints Arena        | —           | —       |
| 16 octobre   | New York     | États-Unis | Madison Square Garden   | —           | —       |
| 17 octobre   | New York     | États-Unis | Madison Square Garden   | —           | —       |
| 18 octobre   | New York     | États-Unis | Madison Square Garden   | —           | —       |
| 2 novembre   | Atlanta      | États-Unis | State Farm Arena        | —           | —       |
| 3 novembre   | Atlanta      | États-Unis | State Farm Arena        | —           | —       |
| 6 novembre   | Nashville    | États-Unis | Bridgestone Arena       | —           | —       |
| 8 novembre   | Cincinnati   | États-Unis | Heritage Bank Center    | —           | —       |
| 10 novembre  | Saint Paul   | États-Unis | Xcel Energy Center      | —           | —       |
| 11 novembre  | Saint Paul   | États-Unis | Xcel Energy Center      | —           | —       |
| 13 novembre  | Chicago      | États-Unis | United Center           | —           | —       |
| 14 novembre  | Chicago      | États-Unis | United Center           | —           | —       |
| 16 novembre  | Kansas City  | États-Unis | T-Mobile Center         | —           | —       |
| 17 novembre  | Omaha        | États-Unis | CHI Health Center Omaha | —           | —       |
| 19 novembre  | Denver       | États-Unis | Ball Arena              | —           | —       |
| 20 novembre  | Denver       | États-Unis | Ball Arena              | —           | —       |
| 3 décembre   | Vancouver    | Canada     | Rogers Arena            | —           | —       |
| 5 décembre   | Seattle      | États-Unis | Climate Pledge Arena    | —           | —       |
| 6 décembre   | Seattle      | États-Unis | Climate Pledge Arena    | —           | —       |
| 8 décembre   | Portland     | États-Unis | Moda Center             | —           | —       |
| 10 décembre  | San José     | États-Unis | SAP Center              | —           | —       |
| 11 décembre  | San José     | États-Unis | SAP Center              | —           | —       |
| 13 décembre  | Glendale     | États-Unis | Desert Diamond Arena    | —           | —       |
| 15 décembre  | Inglewood    | États-Unis | Kia Forum               | —           | —       |
| 16 décembre  | Inglewood    | États-Unis | Kia Forum               | —           | —       |
| 17 décembre  | Inglewood    | États-Unis | Kia Forum               | —           | —       |

| Date (2025) | Ville      | Pays               | Lieu                          | Spectateurs | Recette |
| ----------- | ---------- | ------------------ | ----------------------------- | ----------- | ------- |
| 18 février  | Brisbane   | Australie          | Brisbane Entertainment Centre | —           | —       |
| 19 février  | Brisbane   | Australie          | Brisbane Entertainment Centre | —           | —       |
| 21 février  | Brisbane   | Australie          | Brisbane Entertainment Centre | —           | —       |
| 22 février  | Brisbane   | Australie          | Brisbane Entertainment Centre | —           | —       |
| 24 février  | Sydney     | Australie          | Qudos Bank Arena              | —           | —       |
| 25 février  | Sydney     | Australie          | Qudos Bank Arena              | —           | —       |
| 27 février  | Sydney     | Australie          | Qudos Bank Arena              | —           | —       |
| 28 février  | Sydney     | Australie          | Qudos Bank Arena              | 21 001      | —       |
| 4 mars      | Melbourne  | Australie          | Rod Laver Arena               | —           | —       |
| 5 mars      | Melbourne  | Australie          | Rod Laver Arena               | —           | —       |
| 7 mars      | Melbourne  | Australie          | Rod Laver Arena               | —           | —       |
| 8 mars      | Melbourne  | Australie          | Rod Laver Arena               | —           | —       |
| 23 avril    | Stockholm  | Suède              | Avicii Arena                  | —           | —       |
| 24 avril    | Stockholm  | Suède              | Avicii Arena                  | —           | —       |
| 26 avril    | Bærum      | Norvège            | Telenor Arena                 | —           | —       |
| 28 avril    | Copenhague | Danemark           | Royal Arena                   | —           | —       |
| 29 avril    | Copenhague | Danemark           | Royal Arena                   | —           | —       |
| 2 mai       | Hanovre    | Allemagne          | ZAG Arena                     | —           | —       |
| 4 mai       | Amsterdam  | Pays-Bas           | Ziggo Dome                    | —           | —       |
| 5 mai       | Amsterdam  | Pays-Bas           | Ziggo Dome                    | —           | —       |
| 7 mai       | Amsterdam  | Pays-Bas           | Ziggo Dome                    | —           | —       |
| 9 mai       | Berlin     | Allemagne          | Uber Arena                    | —           | —       |
| 29 mai      | Cologne    | Allemagne          | Lanxess Arena                 | —           | —       |
| 30 mai      | Cologne    | Allemagne          | Lanxess Arena                 | —           | —       |
| 1 juin      | Prague     | République tchèque | O2 Arena                      | —           | —       |
| 3 juin      | Cracovie   | Pologne            | Tauron Arena                  | —           | —       |
| 4 juin      | Cracovie   | Pologne            | Tauron Arena                  | —           | —       |
| 6 juin      | Vienne     | Autriche           | Wiener Stadthalle             | —           | —       |
| 8 juin      | Bologne    | Italie             | Unipol Arena                  | —           | —       |
| 10 juin     | Paris      | France             | Accor Arena                   | —           | —       |
| 11 juin     | Paris      | France             | Accor Arena                   | —           | —       |
| 14 juin     | Barcelone  | Espagne            | Palau Sant Jordi              | —           | —       |
| 15 juin     | Barcelone  | Espagne            | Palau Sant Jordi              | —           | —       |
| 7 juillet   | Glasgow    | Écosse             | OVO Hydro                     | —           | —       |
| 8 juillet   | Glasgow    | Écosse             | OVO Hydro                     | —           | —       |
| 10 juillet  | Londres    | Angleterre         | O2 Arena                      | —           | —       |
| 11 juillet  | Londres    | Angleterre         | O2 Arena                      | —           | —       |
| 13 juillet  | Londres    | Angleterre         | O2 Arena                      | —           | —       |
| 14 juillet  | Londres    | Angleterre         | O2 Arena                      | —           | —       |
| 16 juillet  | Londres    | Angleterre         | O2 Arena                      | —           | —       |
| 17 juillet  | Londres    | Angleterre         | O2 Arena                      | —           | —       |
| 19 juillet  | Manchester | Angleterre         | Co-op Live                    | —           | —       |
| 20 juillet  | Manchester | Angleterre         | Co-op Live                    | —           | —       |
| 22 juillet  | Manchester | Angleterre         | Co-op Live                    | —           | —       |
| 23 juillet  | Manchester | Angleterre         | Co-op Live                    | —           | —       |
| 26 juillet  | Dublin     | Irlande            | 3Arena                        | —           | —       |
| 27 juillet  | Dublin     | Irlande            | 3Arena                        | —           | —       |
| Total       | Total      | Total              | Total                         | —           | —       |